# Breda Model 38
De Breda Model 38 was een Italiaans middelzwaar machinegeweer voor toepassingen in tanks en pantserwagens. Het wapen werd ook geschikt gemaakt voor gebruik door de infanterie. Tijdens de Tweede Wereldoorlog was het wapen in gebruik bij het Italiaanse leger.

## Ontwerp
het wapen is ontwikkeld en gemaakt door Societa Italiana Ernesto Breda uit Brescia. Het bedrijf was voornamelijk bekend om de productie van locomotieven en vrachtwagens, maar ook vanwege zijn machinegeweren en lichte kanonnen.
Het machinegeweer had een kaliber van 8 mm. De vuursnelheid lag op 600 schoten per minuut en de patronen werden in magazijnen van 24 stuks in het wapen gevoed. Het wapen was luchtgekoeld; de loop was extra stevig zodat voor langere tijd salvo’s konden worden afgevuurd zonder dat dit tot oververhitting van de loop leidde. De loop kon snel worden vervangen. Het wapen was van een eenvoudige constructie, simpel te demonteren en schoon te maken.

## Toepassing
Het wapen was vooral gebruikt als secundaire bewapening in Italiaanse tanks zoals de L3/35, Fiat L6/40, M11/39 en de M13/40. Het wapen is ook geschikt gemaakt voor de infanterie. Een driepoot diende dan als basis en er was een ander richtmechanisme. Naast de standaard patronen (kaliber 8x59 mm model 1935) kon het wapen ook pantserdoorborende munitie en lichtspoormunitie verschieten.